# Quốc gia tàn tồn
Quốc gia tàn tồn (tiếng Anh: Rump state) là một tàn tích của một quốc gia từng lớn hơn nó nhiều, tức diện tích của nó nhỏ hơn, có thể sau một cuộc ly khai, chiếm đóng, phi thực dân hóa, một cuộc đảo chính hay cuộc cách mạng thành công trên lãnh thổ cũ của nó. Nhưng cũng có thể là, một chính phủ ngừng lưu vong vì họ vẫn kiểm soát một phần lãnh thổ cũ của nó. Trong lịch sử, có nhiều chính quyền thời gian tồn tại còn dài hơn cả chính thể gốc như nhà Đông Chu bên Trung Quốc hay nhà Lê trung hưng của Việt Nam, nhưng thực tế thì những vị quân chủ này chẳng còn quyền lực gì mà chỉ mang tính tượng trưng ước lệ vì họ đã hoàn toàn bị thao túng. Tuy nhiên, lại có nhiều chính thể cũng lớn mạnh ngang ngửa thậm chí còn thịnh hơn cả chính thể gốc, ví như nhà Hạ sau thời kỳ Thiếu Khang trung hưng, nhà Hán sau giai đoạn Quang Vũ trung hưng, nhà Đường sau khi khôi phục lại từ tay nhà Vũ Chu, những trường hợp này sẽ không ghi là tàn tồn mà họ sẽ coi triều đại soán ngôi xen kẽ là phản nghịch.

## Ví dụ

### Thời cổ đại
- Năm 403 TCN, nhà Chu công nhận ba họ Hàn, Triệu, Ngụy là chư hầu. Từ năm 452 TCN, khi Tấn Xuất công phải lưu vong rồi chết trên đường chạy sang nước Tề, lãnh thổ nước Tấn chỉ còn đất Giáng và Khúc Ốc, các vua Tấn về sau chẳng còn quyền lực gì nữa, tình trạng này duy trì cho đến khi nước Tấn bị tiêu diệt hoàn toàn vào năm 376 TCN, theo nguyên tắc thì nước Tấn thời gian đó chỉ còn là quốc gia tàn tồn mà thôi, tuy nhiên vì nó không bị gián đoạn vì ngoại tộc xâm lấn hay quyền thần soán ngôi hơn nữa lại chỉ là nước chư hầu cũng chưa tiếm hiệu thiên tử cho nên các sử gia không chia thời kỳ để phân biệt.
- Sau khi nước Triệu bị Tần Thủy Hoàng tiêu diệt, vương tử Gia chạy đến đất Đại tự lập làm vua, được 6 năm thì bị nhà Tần nuốt trọn.
- Sau cái chết của Tần Thủy Hoàng Đế, quý tộc 6 nước thời Chiến Quốc nổi dậy khôi phục lại cơ đồ, tuy nhiên chưa đầy 10 năm thì tất cả đều bị nhà Hán tiêu diệt
- Vương quốc Seleukos sau khi mất phần lớn lãnh thổ vào tay Đế quốc Parthia.[2]
- Nhà Tây Hán bị nhà Tân lật đổ, 15 năm sau Hán Canh Thủy Đế và nối tiếp là Hán Kiến Thế Đế nổi dậy khôi phục lại nhưng chỉ được vài năm thì bị tiêu diệt bởi nhà Đông Hán.
- Nhà Đông Hán phải thiện nhượng cho Ngụy Văn Đế Tào Phi, Lưu Bị ở Lưỡng Xuyên xưng đế, nhà Thục Hán là quốc gia tàn tồn của Đông Hán.
- Sau sự sụp đổ của Đế quốc Tây La Mã ở Gaul, Vương quốc Soissons tồn tại như một quốc gia tàn tồn dưới thời Aegidius và Syagrius cho đến khi bị người Frank chinh phục dưới thời Clovis I vào năm 486.[3]
- Nhà Tây Tấn diệt vong, Tấn Nguyên Đế dời sang phương Đông, nhà Đông Tấn chính là quốc gia tàn tồn của Tây Tấn.
- Hậu Yên, Tây Yên và Nam Yên đều là những quốc gia tàn tồn của nhà Tiền Yên thuộc dòng họ Mộ Dung.
- Thư Cừ Vô Húy là khai quốc chi quân của chính quyền Bắc Lương Cao Xương, một quốc gia tàn tồn của nhà Bắc Lương thời kỳ Ngũ Hồ thập lục quốc.
- Vũ Đô quốc của Dương Văn Đức, Vũ Hưng quốc của Dương Văn Hoằng và Âm Bình quốc của Dương Quảng Hương là những quốc gia tàn tồn của nước Cừu Trì.
- Đông Ngụy và Tây Ngụy là 2 quốc gia tàn tồn của nhà Bắc Ngụy.
- Nhà Lương bị Trần Bá Tiên thay thế, Tây Lương Tuyên Đế trước đó đã được người Tây Ngụy lập làm vua, đó chính là Hậu Lương, quốc gia tàn tồn của nhà Lương.
- Hậu Ngô Vương là quốc gia tàn tồn của Nhà Ngô sau thời kỳ Dương Tam Kha soán vị.
- Bắc Hán là quốc gia tàn tồn của nhà Hậu Hán thời kỳ Ngũ Đại Thập Quốc

### Thời Trung Cổ
- Hồi quốc Rûm, một quốc gia tàn tồn của Đế quốc Seljuk.[4]
- Bắc Liêu, Đông Liêu, Tây Liêu và Hậu Liêu là các quốc gia tàn tồn của nhà Liêu
- Sau khi nhà Kim nắm quyền kiểm soát miền bắc Trung Quốc, Nam Tống tồn tại như một quốc gia tàn tồn của Bắc Tống.[5]
- Sau khi nhà Minh thiết lập quyền kiểm soát đối với Trung Quốc, nhà Nguyên rút lui đến Đại Mông Cổ và tồn tại như một quốc gia tàn tồn được gọi là Bắc Nguyên.[6]
- Năm 1400, Hồ Quý Ly thay thế nhà Trần, chẳng bao lâu nhà Hồ bị nhà Minh sáp nhập, các quý tộc cũ của nhà Trần nổi dậy dựng lên nhà Hậu Trần, đó là tàn dư của nhà Trần vậy.
- Sau cuộc chinh phục của người Tây Ban Nha đối với Đế quốc Inca vào năm 1532, Nhà nước Tân Inca có trụ sở tại Vilcabamba tồn tại như một nhà nước tàn tồn cho đến năm 1572.[7]
- Sau khi nhà Thanh nắm quyền kiểm soát phần lớn lãnh thổ Trung Quốc, nhà Minh tồn tại như một nhà nước suy tàn được gọi là Nam Minh.[8]
- Nhà Lê trung hưng khôi phục kinh thành Thăng Long, tàn dư nhà Mạc chạy lên Cao Bằng tồn tại được thêm mấy đời nữa mới bị tiêu diệt hẳn

### Thời hiện đại
- Liên bang Ba Lan và Lietuva còn lại như một quốc gia tàn tồn sau cuộc phân chia Ba Lan thứ nhất bởi Nga, Phổ và Áo vào năm 1772 và được phân chia một lần nữa vào năm 1793 và sáp nhập hoàn toàn vào năm 1795. Sau chiến thắng của Napoleon trong Chiến tranh Liên minh thứ Tư vào năm 1807, ông đã tạo ra một quốc gia mới của Ba Lan, Công quốc Warszawa. Sau thất bại của Napoléon, Đại hội Viên thành lập một nhà nước, Vương quốc Lập hiến Ba Lan năm 1815; vẫn chưa rõ liệu đây có thể được coi là một quốc gia tàn tồn hay một chính phủ bù nhìn.[9]
- tiểu vương quốc Panduranga là quốc gia tàn tồn của nước Chiêm Thành ngày trước
- Cộng hòa Xô viết Hungary[10] được công bố tháng 3 năm 1919 sau khi của chính phủ Đệ nhất cộng hòa Hungary từ chức, Sau khi họ tiếp nhận đảng Dân chủ Xã hội, những người Cộng sản đã nắm quyền kiểm soát đất nước. Mặc dù đôi khi chỉ kiểm soát khoảng 23% lãnh thổ của nhà nước Hungary, sau một số thành công ban đầu về quân sự, cuối cùng quân đội đã bị đánh bại và chính phủ sụp đổ vào tháng 8 năm 1919.
- Cộng hòa Áo - Đức đã được thành lập vào năm 1918 như quốc gia tàn tồn cho khu vực có dân số chủ yếu nói tiếng Đức trong những gì đã từng là đế quốc Áo-Hung.[11]
- Sau khi nhà Thanh sụp đổ, vua Phổ Nghi được đế quốc Đại Nhật Bản dựng lên thành lập Mãn Châu quốc
- Cộng hòa Salò (1943-1945), do Benito Mussolini lãnh đạo, tuyên bố là sự kế thừa hợp pháp của Vương quốc Ý nhưng nó thực chất là một nhà nước bù nhìn của Đức Quốc xã.[12][13][14]
- Trung Hoa Dân Quốc vào cuối cuộc nội chiến Trung Quốc rút về đảo Đài Loan, nơi mà nó vẫn tồn tại như một quốc gia tàn tồn.[15]
- Cộng hòa Liên bang Nam Tư, là tên Liên minh Nhà nước Serbia và Montenegro sử dụng 1992-2003, thường được xem là quốc gia tàn tồn còn lại của Cộng hòa Liên bang Xã hội chủ nghĩa Nam Tư (1945-1992) khi nó tan rã.[16] Quan điểm về nó không chỉ được những người sáng lập ra nó ủng hộ, mà còn bởi nhiều người phản đối nó.[16]
- Cộng hòa Hồi giáo Afghanistan: Sau khi Kabul sụp đổ (2021), các lực lượng Taliban đánh bại quân đội Afghanistan và buộc phải di dời đến Thung lũng Panjshir (bắt đầu của cuộc xung đột Panjshir). Mặc dù kiểm soát ít hơn 1% lãnh thổ Afghanistan, nó vẫn tiếp tục là Chính phủ Afghanistan được quốc tế công nhận.[17]